# 南大塚駅
南大塚駅（みなみおおつかえき）は、埼玉県川越市南台三丁目にある西武鉄道新宿線の駅である。駅番号はSS28。
かつては貨物線であった安比奈線の起点だった。

## 歴史
- 1897年（明治30年）11月14日：川越鉄道の駅として開業[3]。1895年（明治28年）3月21日の久米川仮駅（現・東村山駅） - 川越駅（現・本川越駅）間開業の2年後であった。
- 1925年（大正14年）2月15日：安比奈線開業。
- 1963年（昭和38年）：安比奈線休止[2]。
- 1980年（昭和55年）12月22日：橋上駅舎使用開始[4]。駅本屋も約100m程所沢方へ移設。
- 2013年（平成25年）2月28日：駅売店の営業終了。
- 2017年（平成29年）5月31日：安比奈線廃止[1]。
- 2025年（令和7年）3月27日：駅係員によるインターホンでご案内する遠隔対応駅へ変更するとともに、窓口での切符等の販売を終了[5]。

## 駅構造
相対式ホーム2面2線の地上駅で、橋上駅舎を有している。
ホームと改札階、改札階と南口・北口地上部をそれぞれ連絡するエレベーターが設置されている。
トイレは2番ホーム階段下から2階改札内コンコースに移設され、多機能トイレも設置されている。

### のりば
| ホーム | 路線   | 方向 | 行先                                   |
| ------ | ------ | ---- | -------------------------------------- |
| 1      | 新宿線 | 下り | 本川越ゆき                             |
| 2      | 新宿線 | 上り | 所沢・高田馬場・西武新宿（国分寺）方面 |

（出典：西武鉄道:駅構内図）
- かつては構内踏切を有する島式ホーム2面4線の形態であった。2番ホーム横の側線には保線機器が留置されている。1番ホーム横には旧・安比奈線の線路が存在し、北口の通路はそれを跨ぐ形となっている。
- 折り返し設備があり、輸送障害時などに使用される。

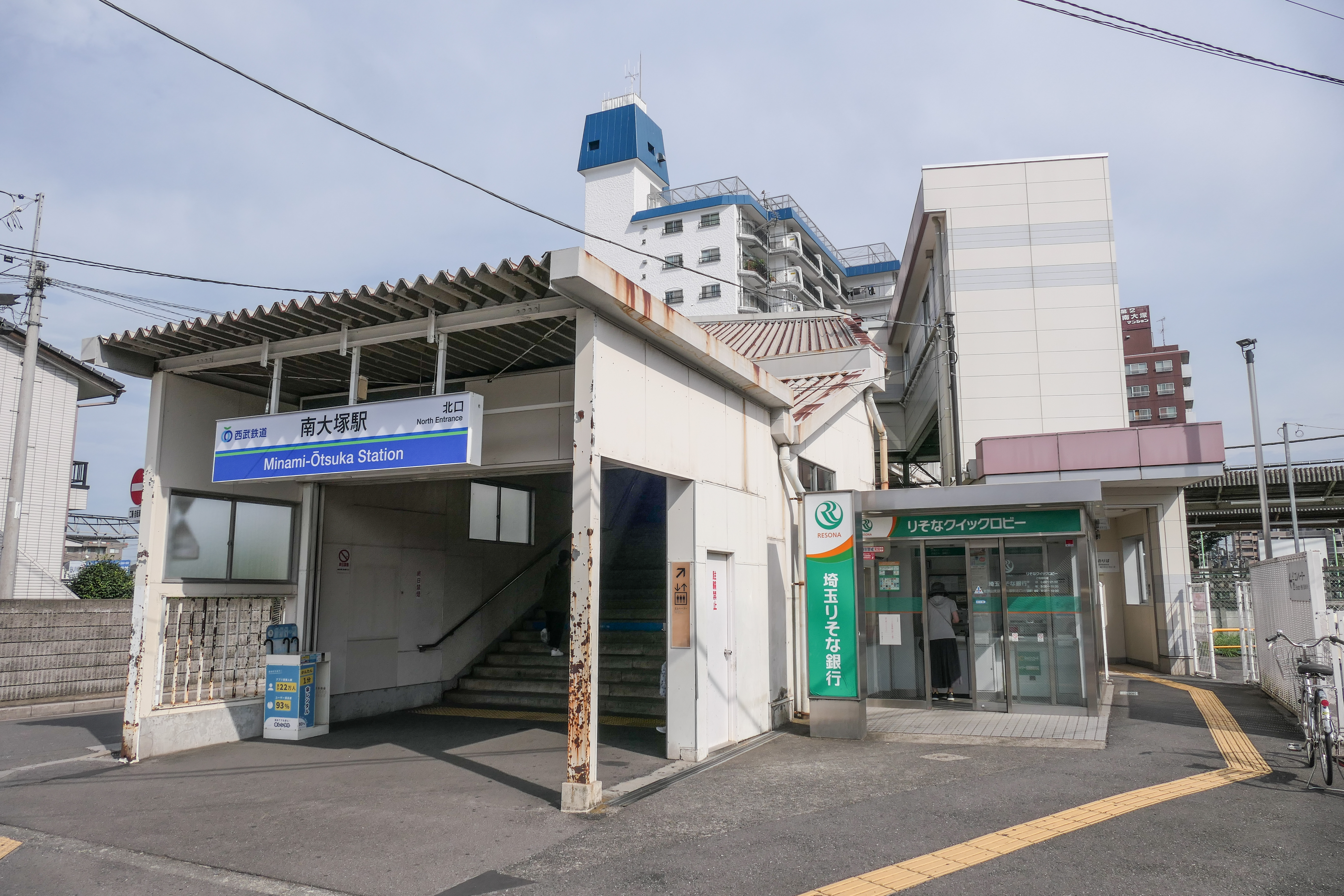
北口（2022年8月）
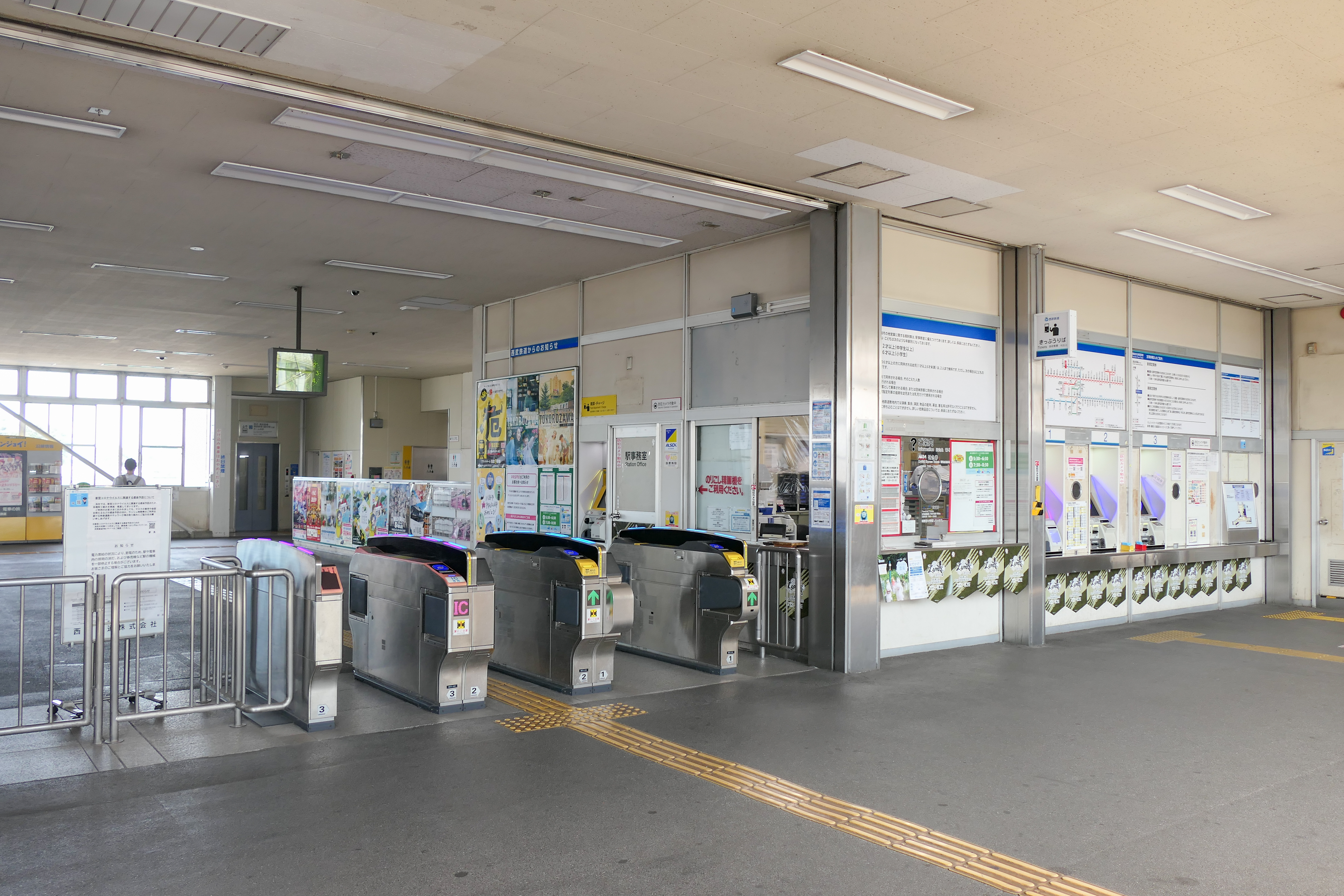
改札口と切符券売機（2022年8月）
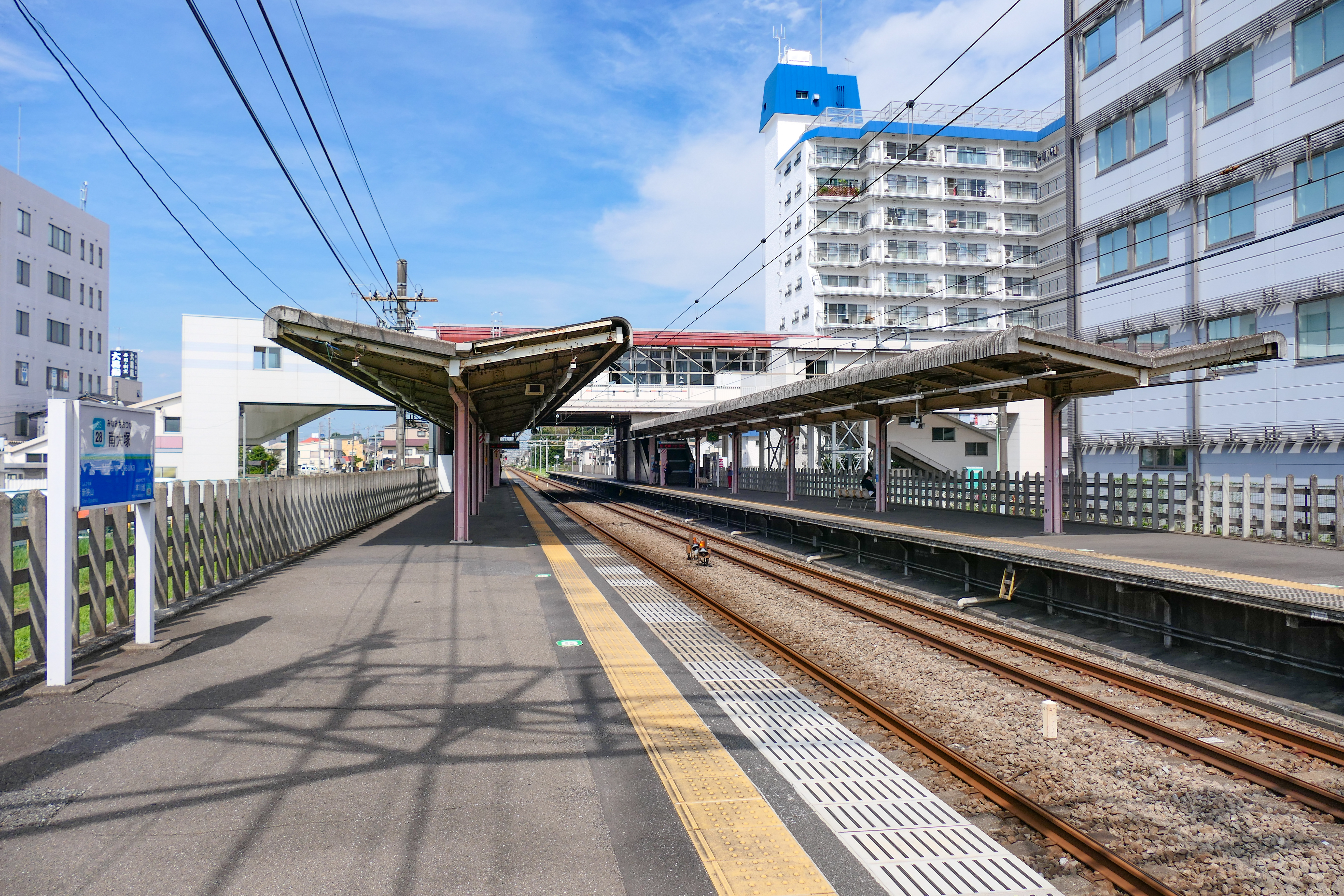
ホーム（2022年8月）
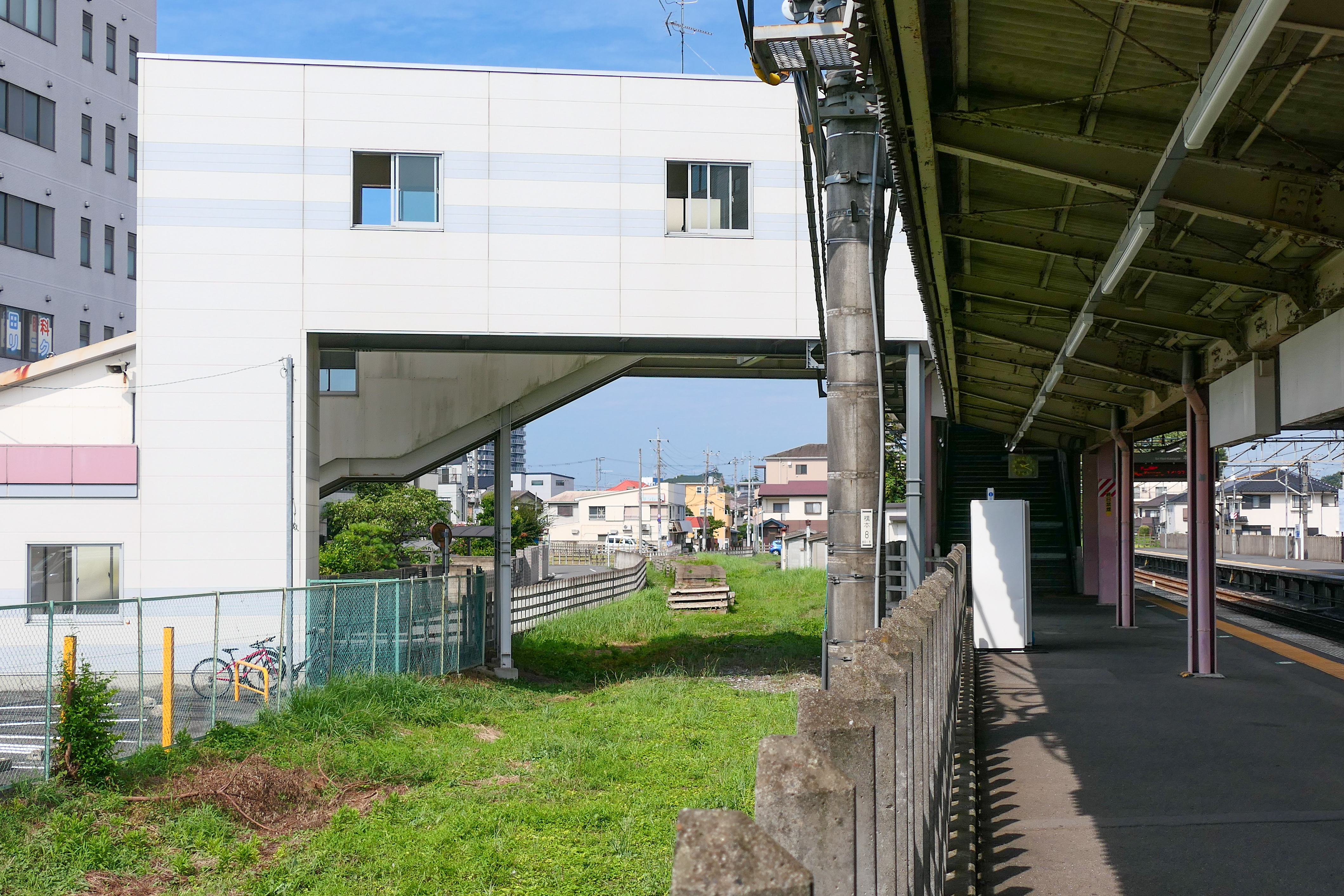
安比奈線の線路跡地（2022年8月）

### 配線図
| ← 所沢 方面 | 南大塚駅 構内配線略図 | → 本川越 方面 |
| 凡例 出典:  |                       |               |

## 利用状況
- 西武鉄道 - 2024年度の1日平均乗降人員は16,665人である[西武 1]。
西武鉄道全92駅中56位。隣の新狭山駅とともに川越狭山工業団地への利用者が多い。狭山市との市境付近に位置するために狭山市民の利用もある。

近年の1日平均乗降・乗車人員の推移は下記の通りである。
| 年度               | 1日平均 乗降人員 | 1日平均 乗車人員 | 出典              |
| ------------------ | ---------------- | ---------------- | ----------------- |
| 1990年（平成02年） | 15,126           | 7,415            |                   |
| 1991年（平成03年） | 15,567           | 7,549            |                   |
| 1992年（平成04年） | 15,771           | 7,629            |                   |
| 1993年（平成05年） | 15,807           | 7,606            |                   |
| 1994年（平成06年） | 15,843           | 7,605            |                   |
| 1995年（平成07年） | 16,056           | 7,717            |                   |
| 1996年（平成08年） | 15,918           | 7,643            |                   |
| 1997年（平成09年） | 15,652           | 7,518            |                   |
| 1998年（平成10年） | 15,709           | 7,555            |                   |
| 1999年（平成11年） | 15,413           | 7,429            | [ 埼玉県統計 1 ]  |
| 2000年（平成12年） | 15,824           | 7,650            | [ 埼玉県統計 2 ]  |
| 2001年（平成13年） | 15,855           | 7,847            | [ 埼玉県統計 3 ]  |
| 2002年（平成14年） | 15,617           | 7,793            | [ 埼玉県統計 4 ]  |
| 2003年（平成15年） | 15,667           | 7,835            | [ 埼玉県統計 5 ]  |
| 2004年（平成16年） | 15,557           | 7,775            | [ 埼玉県統計 6 ]  |
| 2005年（平成17年） | 15,568           | 7,784            | [ 埼玉県統計 7 ]  |
| 2006年（平成18年） | 16,067           | 8,036            | [ 埼玉県統計 8 ]  |
| 2007年（平成19年） | 15,782           | 7,900            | [ 埼玉県統計 9 ]  |
| 2008年（平成20年） | 16,136           | 8,073            | [ 埼玉県統計 10 ] |
| 2009年（平成21年） | 15,787           | 7,878            | [ 埼玉県統計 11 ] |
| 2010年（平成22年） | 15,487           | 7,744            | [ 埼玉県統計 12 ] |
| 2011年（平成23年） | 15,415           | 7,690            | [ 埼玉県統計 13 ] |
| 2012年（平成24年） | 15,842           | 7,899            | [ 埼玉県統計 14 ] |
| 2013年（平成25年） | 16,281           | 8,122            | [ 埼玉県統計 15 ] |
| 2014年（平成26年） | 15,903           | 7,945            | [ 埼玉県統計 16 ] |
| 2015年（平成27年） | 16,054           | 8,017            | [ 埼玉県統計 17 ] |
| 2016年（平成28年） | 16,350           | 8,162            | [ 埼玉県統計 18 ] |
| 2017年（平成29年） | 16,561           | 8,270            | [ 埼玉県統計 19 ] |
| 2018年（平成30年） | 16,861           | 8,422            | [ 埼玉県統計 20 ] |
| 2019年（令和元年） | 16,937           | 8,458            | [ 埼玉県統計 21 ] |
| 2020年（令和02年） | 13,444           | 6,699            | [ 埼玉県統計 22 ] |
| 2021年（令和03年） | 14,620           |                  |                   |
| 2022年（令和04年） | 15,806           |                  |                   |
| 2023年（令和05年） | 16,176           |                  |                   |
| 2024年（令和06年） | 16,665           |                  |                   |

## 駅周辺
新狭山側は線路に沿って両側に川越狭山工業団地が広がっている。南口から少し離れた場所には観光芋掘り農園が点在する。
- 南台商栄会（南大塚駅駅前商店街）
- 川越市大東南公民館
- 川越市役所 大東出張所・川越市大東公民館
- いなげや 川越南大塚駅前店
- ドラッグストアセキ 南大塚店
- 川越南大塚駅前郵便局
- 飯能信用金庫 南大塚支店
- エアロトヨタ 空間情報事業本社
- ちふれ化粧品 研究所（ちふれ ビューティー サイエンス センター）
- ハスクバーナ・ゼノア
- 光村印刷
- 東洋エアゾール工業
- 川越市立大東中学校
- 埼玉県立川越南高等学校
- 国道16号
- 川越インターチェンジ - 関越自動車道
- 電源開発（J-POWER）、電源開発送変電ネットワーク（J-POWER送変電） 東日本支店、南川越変電所
- 西武バス川越営業所

### バス
- 路線バス
  - 西武バス（川越営業所）
    - 川越61：市立川越高校経由 川越駅西口行
    - 川越62：市立川越高校経由 川越駅西口行／新狭山駅南口行

- コミュニティバス
  - 川越シャトル（西武バス川越営業所）
    - 21：大塚新田経由 川越駅西口行
    - 22：豊田町公民館経由 川越駅西口行
    - 23（左回り）：南大塚駅北口 → 武蔵野総合病院（病院側） → 大東市民センター → 卸売市場 → 泉福寺 → 氷川神社 → 武蔵野総合病院（駐車場前） → 南大塚駅北口
    - 23（右回り）：南大塚駅北口 → 武蔵野総合病院（病院側） → 氷川神社 → 泉福寺 → 卸売市場 → 大東市民センター → 武蔵野総合病院（駐車場前） → 南大塚駅北口

## 隣の駅
西武鉄道
 新宿線
■通勤急行
通過
■快速急行・■急行・■準急・■各駅停車
新狭山駅 (SS27) - 南大塚駅 (SS28) - （脇田信号場） - 本川越駅 (SS29)

### かつて存在した路線
安比奈線
南大塚駅 - 安比奈駅